# Artoria flavimana
Artoria flavimana es una especie de araña araneomorfa del género Artoria, familia Lycosidae. Fue descrita científicamente por Simon en 1909.
Habita en Australia (Australia Occidental a Nueva Gales del Sur, Victoria y Tasmania).